# جون ألفرد كوثبرت
جون ألفرد كوثبرت (بالإنجليزية: John Alfred Cuthbert)‏ هو محامي وقاضي وسياسي أمريكي، ولد في 3 يونيو 1788 في سافانا في الولايات المتحدة، وتوفي في 22 سبتمبر 1881 في موبيل في الولايات المتحدة. انتخب عضو مجلس نواب جورجيا وانتخب عضو مجلس النواب الأمريكي.